# Coralliochytrium scherffelii
Coralliochytrium scherffelii är en svampart som beskrevs av Domján 1936. Coralliochytrium scherffelii ingår i släktet Coralliochytrium, ordningen Chytridiales, klassen Chytridiomycetes, divisionen pisksvampar och riket svampar.   Inga underarter finns listade i Catalogue of Life.